# Okres Vlora
Okres Vlora, Vlára nebo též Valona (albánsky Rrethi i Vlorës) je okres v Albánii v kraji Vlora. má 147 000 obyvatel (odhad z roku 2004) včetně řecké menšiny. Okres má rozlohu 1 609 km². Nachází se na jihozápadě země a jeho hlavním městem je Vlora. Dalšími městy v okrese jsou Himarë, Dhërmi, Palase, Kocul, a Selenicë.